# Gantulgyn Iderchüü
Gantulgyn Iderchüü (ur. 31 marca 1992) – mongolski zapaśnik walczący w stylu wolnym. Zdobył brązowy medal na mistrzostwach Azji w 2015. Szósty w Pucharze Świata w 2018. Trzeci na mistrzostwach Azji juniorów w 2012 roku.